# Arrêt à froid
L'arrêt à froid  est la situation d'un réacteur nucléaire à l'arrêt dans lequel l'état du fluide de refroidissement se rapproche de celui qui correspond aux conditions ambiantes de pression et de température, c'est-à-dire une température inférieure à 100 °C et une pression de l'ordre de la pression atmosphérique. On ne peut passer un réacteur en arrêt à froid que lorsque la puissance résiduelle du cœur est suffisamment faible pour la raison simple que les moyens de réfrigération sont d'autant moins efficaces que la température du circuit primaire est faible. En outre l'arrêt à froid implique généralement "l'avalement de la bulle" au pressuriseur ce qui prive le circuit primaire  de son vase d'expansion normal et requiert en pratique la mise hors service de certains circuits de sécurité ce qui n'est possible que si la puissance résiduelle est suffisamment faible.